# FC Wohlen
Der FC Wohlen ist ein 1904 gegründeter Schweizer Fussballclub aus Wohlen im Kanton Aargau.
Er spielte von 2002 bis 2018 in der Challenge League. Nach dem 2018 vom Verein beschlossenen Rückzug aus dem Profifussball spielte die 1. Mannschaft eine Saison in der Promotion League und stieg danach in die 1. Liga ab. Als Heimstätte dient das 2004 eröffnete Stadion Niedermatten.

## Geschichte

### Gründung
Die blühende Wohler Strohindustrie brachte es mit sich, dass viele junge Männer als Vertreter im Auftrag ihrer Firmen in die Romandie, nach Frankreich oder sogar nach England reisten. Der dort praktizierte «Football» faszinierte einige so stark, dass sie diesen in die Heimat bringen wollten.
Das Gründungsprotokoll des «Football-Club Wohlen» beginnt dann auch folgendermassen: «Wir, junge Handelsbeflissene von Wohlen, welche das Fussballspiel teilweise in der französischen Schweiz kennengelernt und betrieben haben, kamen auf die Idee, auch in Wohlen einen Football-Club zu gründen, um uns selbst, wie auch anderen jungen Leuten, die Gelegenheit zu bieten, sich durch das Fussballspiel Zerstreuung, Kraft und Gesundheit zu erwerben.» Neben der Erläuterung des gesundheitlichen Nutzens ist zudem folgende Devise zu lesen: «Unser Prinzip ist: Mit bescheidenen Mitteln sich viel Nützliches zu bieten.» Etwas, was auch heute noch seine Gültigkeit hat. Als Gründer werden Richard Wohler, Fritz Muntwyler, Arnold Meyer, F. Honegger, Otto Furter, Otto Aeschbach, Edwin Meyer, Emil Duber und Victor Bürgi erwähnt.
Am 21. Mai 1904 fand die erste protokollierte Sitzung mit zwölf Mitgliedern statt. Die Wahl des Vorstandes ergab folgendes: Richard Wohler, Präsident, Fritz Muntwyler, Aktuar, Arnold Meyer, Kassier, Fritz Moser, Captain, und Otto Furter, Materialwart. Als Vereinslokal wurde einstimmig das «Rössli» gewählt, da dort ein Zimmer zur Verfügung stand, das abgeschlossen werden konnte. Robert Wohler stellte dem Club eine Wiese im Boll als Spielplatz zur Verfügung, der bis im April 1918 genutzt wurde. Es wurde zudem beschlossen, Goals zu erstellen, einen Ball in Genf zu beschaffen und sich erste Trikots zu organisieren. Diese hatten noch die Farben Gelb und Grün. Nicht zuletzt stand die Beschaffung der «Regeln über das Fussballspiel» auf der Traktandenliste.

### Anfangsphase (1904–1929)
Das erste Spiel fand am 25. September 1904 in Wohlen gegen «Aarau II» statt, denen als Dank ein Fass Bier spendiert wurde. 0:17 ging die Partie verloren. In der Mannschaft war nur eine Person auf dem Platz, die davor schon einmal einen Match gespielt hatte, weshalb die hohe Niederlage niemanden überraschte. Für den FC Wohlen spielten: Arnold Meyer, Josef Donat, Otto Furter, Fritz Moser, Winiger, Victor Bürgi (Captain), Fritz Muntwyler, Emil Dubler, Richard Wohler, Edwin Meyer und F. Honegger. Am 23. Oktober folgte das Rückspiel in Aarau, das nur noch 1:5 verloren ging. Der spätere Gemeinderat Richard Wohler ging als erster Torschütze für den FC Wohlen in die Geschichte ein.
Der Verein entwickelte sich weiter und erhielt regen Zuwachs an aktiven und passiven Mitgliedern. Auch die Crème de la Crème der Wohler Strohindustrie gehörte schnell zu den Mitgliedern. Im Protokoll vom Dezember 1905 wurde zudem vermerkt, dass der Fussballclub «12 Chemisettes und ebenso viele Casquettes in schönem Blau und mit einem weissen Stern auf der Brust ausgeführt» von Paul Walser geschenkt bekam. Da entstanden die neuen Clubfarben, und Paul Walser wurde zudem zum ersten Ehrenmitglied ernannt.
1906 trat der FC Wohlen der «Schweizerischen Fussball-Association» bei, die ihn in die Serie C eingliederte. Ein Jahr später wurde er auch offiziell aufgenommen. Das Jahr schloss er als Sieger der «Serie C Ostschweiz» ab. 1908 wurde eine zweite Mannschaft gebildet (die 1914 aber wegen Spielermangels wieder aufgelöst werden musste). 1910 wurde die «Aargauisch-Solothurnische Fussball-Association» gegründet, in die dann auch der FC Wohlen eintrat. Ein Jahr später konnte das Grundstück neben dem Spielfeld erworben werden, sodass dieses angepasst werden konnte und auch endlich reglementarisch einwandfrei war.
Während des Ersten Weltkrieges konnte zwar eine Interimsmannschaft aufrechterhalten werden, aber an einen Ligabetrieb war nicht zu denken. So kamen in dieser Zeit lediglich ein paar Freundschaftsspiele zustande. Auch der Spielplatz fiel 1918 der «Notstandsaktion» zum Opfer, sodass dort nun Getreide und Kartoffeln angebaut und nicht mehr Fussball gespielt wurde. Die Spieler hielten sich mit Leichtathletik etwas in Form. Für die Saison 1918/19 konnte ein Platz an der Villmergerstrasse gepachtet werden, sodass es auch im regulären Spielbetrieb wieder weitergehen konnte.
Ab 1920/21 stellte der FC Wohlen bereits vier Teams. Die 1. Mannschaft spielte in der Serie B des inzwischen in SFAV (Schweizerischer Fussball und Athletik-Verband) umbenannten nationalen Verbands, die 2. in der Serie A des Kantonalverbandes, die 3. in der Serie B, und die 4. trug nur Freundschaftsspiele aus. Die 1. Mannschaft reiste an Pfingsten 1921 zum ersten Mal ins Ausland zu Freundschaftsspielen (gegen Durlach, Grötzingen und Karlsruhe). Durch den Kauf des Terrains an der Villmergerstrasse durch Paul Walser war der FC Wohlen zumindest die Sorge über die Unsicherheit eines Spielplatzes los. 1922/23 spielte die 1. Mannschaft dann zum ersten Mal in der Serie Promotion und wurde da Sechster. Zudem wurde beschlossen, Juniorenmannschaften zu gründen.
Am 28. September 1929 fand die grosse Jubiläumsfeier «25 Jahre FCW» statt. Das Programm im Casino Wohlen bestand aus dem Orchester Bindschedler, dem Männerchor Wohlen sowie anschliessendem Tanz und «Kilbileben». Abgerundet wurden die Festlichkeiten mit einem Katerbummel am Tag darauf.

### Entwicklung ab 1930
Für den FC Wohlen lief es sportlich gut, und so wurden 1930 die Spiele um den Aufstieg in die 1. Liga erreicht. Das erste Aufstiegsspiel wurde in Zürich gegen den FC Oerlikon mit 1:0 gewonnen. Die zweite Partie gegen Schaffhausen/Sparta endete mit 2:2, sodass es eine Woche später zu einem Wiederholungsspiel kam. Mit 2:1 gewann der FC Wohlen das Spiel, das in Winterthur stattfand, und stieg so in die höchste Liga der Schweiz auf.
Das erste Spiel in der höchsten Liga fand am 16. Januar 1931 im Hardturm gegen den Grasshopper Club Zürich (GC) statt. Die Zürcher waren klar überlegen und entschieden die Partie mit 10:1 für sich. Nach einer Saison war der Höhenflug wieder vorbei, und der FCW verabschiedete sich wieder aus der höchsten Spielklasse.
Nach einer Saison in der 1. Liga (die durch eine Ligareform nun die zweithöchste Spielklasse war) ging es für den FC Wohlen noch eine Stufe hinunter in die 2. Liga (Zürcher Gruppe), wo er dann die nächsten Jahre verbleiben sollte. 1935 wurden zudem die Eintrittspreise neu festgelegt: Herren 0.80 Fr., Damen 0.50 Fr., Kinder 0.20 Fr. und Tribüne 1.30 Fr. Zudem wurden neue Trikots angeschafft, welche die Spieler selbst zu bezahlen hatten.
Selbst die Zeit des Zweiten Weltkrieges verlief in Wohlen eher unspektakulär. Der Platz durfte sogar weiterhin als Spielfeld genutzt werden. Wegen der vielen militärischen Absenzen bei praktisch allen Vereinen sind die sportlichen Resultate in dieser Zeit nicht besonders aussagekräftig. Der FC Wohlen hielt sich aber in der 2. Liga, wo er auch die darauf folgenden Jahre verbrachte.
Zum 40-Jahr-Jubiläum des FCW wurde ein Freundschaftsspiel gegen GC organisiert. Rund 900 Personen verfolgten die Jubiläumsveranstaltung, bei der es auch noch ein Junioren- und ein Senioren-Spiel gab. Zum Jubiläum zehn Jahre später wurde das erste Grümpelturnier in Wohlen organisiert und ein Wiesenfest durchgeführt.
Am 5. September 1957 starb Paul Walser in London. Von dem wohl grössten Gönner und Stifter des Vereins wurde mit einer Gedenkfeier Abschied genommen.

### Aufstieg und Fall (1961–1975)
Die Saison 1960/61 schloss der FC Wohlen mit dem Gruppensieg ab, sodass er sich für die Aufstiegsspiele qualifizierte. In Dietikon kam es am 2. Juli 1961 zum Entscheidungsspiel gegen den SC Zug. Für dieses Spiel reisten rund 1000 Personen aus Wohlen an. Dem FCW genügte bereits ein Unentschieden, um den Aufstieg zu realisieren. Das Spiel endete mit 4:4. Mit einer Autokolonne ging es anschliessend zurück nach Wohlen, wo der Aufstieg in die höchste Amateurklasse auf dem Bärenplatz gefeiert wurde.
Der FC Wohlen musste sich in den folgenden Jahren zwar meist mit Tabellenrängen in den hinteren Regionen begnügen, trotzdem besuchten im Schnitt 800 bis 1000 Personen die Spiele. In dieser Zeit fanden auch die ersten «grossen» Cup-Spiele (u. a. gegen YB, Chiasso, Aarau oder Lugano) statt.
Sechs Saisons konnte sich der FCW in der Liga halten. Die Saison 1966/67 war aber zum Vergessen. Mit nur 11 Punkten aus 24 Spielen wurden die Freiämter klar Letzte und stiegen somit wieder in die 2. Liga ab. Die Spielzeiten in der 2. Liga Gruppe Aargau verliefen unspektakulär. Oftmals spielte Wohlen oben mit, aber für mehr reichte es nie. In den 70er Jahren lief es dann plötzlich nicht mehr ganz so rund. In der Saison 1974/75 ereignete sich der wohl grösste sportliche Tiefpunkt in der Geschichte des FC Wohlen. Nach einer desaströsen Saison stand der Abstieg in die 3. Liga fest.

### Der langsame Aufstieg ab 1978
Insgesamt zwei Jahre spielte der FC Wohlen in der 3. Liga. Im Frühling 1978 gelang dann der Wiederaufstieg. In der 2. Liga konnte sich der Verein etablieren. Im Jahr 1979 wurde zudem ein Wärterhäuschen in der Innerschweiz für 5000 Franken gekauft, dort abgebaut und in Wohlen wieder aufgebaut. Die «Paul-Walser-Stube» war geboren. Der Aufstieg in die 1. Liga blieb den Freiämtern erst noch verwehrt. Trotzdem gab es den ersten «kleinen» Titel zu gewinnen. Mit einem 4:0-Sieg gegen Buchs wurde der FCW 1980 das erste Mal Aargauer Cupsieger.
Es passierte nicht mehr viel, bis 1984 der ehemalige FCW-Junior René Meier zum Präsidenten des FC Wohlen gewählt wurde. Meier machte sich aber nicht nur Freunde, und so wurde schliesslich der gesamte Vorstand und Trainerstab ausgetauscht; aber auch eine Professionalisierung fand statt. Nach dem ersten Jahr, als der Ligaerhalt noch das Ziel gewesen war, hiess das Ziel im zweiten Jahr schon Aufstieg in die 1. Liga. Der Coup gelang fast: Der FCW wurde 1986 Aargauer Meister, aber in den Aufstiegsspielen gegen Herisau konnte er sich nicht durchsetzen. In dieser Saison stand auch das erste Mal Ciriaco Sforza auf dem Platz. Auch in der darauffolgenden Saison sicherte sich der FCW die aargauische Meisterschaft, scheiterte aber in den Aufstiegsspielen. So wurde 1987/88 der dritte Anlauf genommen. Nach dem dritten Meistertitel in Folge gelang es dann auch, sich in den Aufstiegsspielen gegen Rüti durchzusetzen. Im Restaurant Frohburg wurde der Aufstieg in die 1. Liga gefeiert.
Während in der ersten Saison die Liga noch gehalten werden konnte, gelang dies in der Saison 1989/90 nicht mehr, und der FC Wohlen stieg wieder in die 2. Liga ab.

### Der Weg in die Nationalliga B (1990–2003)
Die ersten Jahre in der 2. Liga verliefen sportlich ruhig und unspektakulär. Erst in der Saison 1994/95 gelang es, die Meisterschaft zu gewinnen. In den Aufstiegsspielen konnte sich der FCW dann aber nicht durchsetzen. Zwei Jahre später konnte die Meisterschaft erneut gewonnen werden – mit 10 Punkten Vorsprung auf Zofingen. Im Aufstiegsentscheidungsspiel am 18. Juni 1997 setzte sich der FC Wohlen gegen den FC Witikon schliesslich mit 3:0 durch und konnte den Aufstieg in die 1. Liga feiern.
Die Mannschaft erlebte einen zu grossen Umbruch und war auch sonst sportlich der neuen Liga nicht gewachsen. Als Zweitletzte stieg sie nach nur einer Saison wieder in die 2. Liga ab. Es folgte aber der direkte Gegenangriff. In der Saison 1998/99 holte der FCW das Double (Meisterschaft und Aargauer Cup), und auch bei den Aufstiegsspielen gegen Dürrenast liess er nichts anbrennen. Der Wiederaufstieg war geglückt.
Neuer Trainer war Martin Rueda, und diesmal gelang das Projekt 1. Liga besser als noch zwei Jahre zuvor. Der FCW startete gut in die Saison und konnte zwischenzeitlich 14 Spiele ohne Niederlage bestreiten. Vor allem blieb die Leistung über die ganze Saison konstant hoch. Im letzten Saisonspiel gegen Serrières vor 1700 Zuschauern in der Paul Walser Stiftung sicherten sich die Freiämter den 2. Platz, was zu den Spielen um den Aufstieg in die Nationalliga B berechtigte. Das Heimspiel gegen Genf Chênois ging mit 0:1 verloren. Im Rückspiel erkämpften sich die Freiämter einen 2:1-Sieg. Damit ging es weiter in die 2. Qualifikationsrunde gegen den FC Locarno. Die Tessiner waren jedoch stärker. Mit einem Heimsieg und einem Unentschieden setzte sich schliesslich Locarno durch. Der FC Wohlen hatte in dieser 1.-Liga-Saison jedoch ein deutliches Ausrufezeichen gesetzt.
Es folgte eine Zwischensaison für die Mannschaft. Die Euphorie verflog rasch, und es galt, sich auf den Ligaalltag zu konzentrieren. Es wurde schliesslich eine solide, wenn auch unspektakuläre Saison, die mit dem 10. Platz abgeschlossen wurde. Nach seiner kurzen Abwesenheit (halbjähriges Engagement beim FC Winterthur) übernahm Martin Rueda auf die Saison 2001/02 wieder das Team. Nach den ersten drei Runden war der FCW mit 9 Punkten an der Spitze der Tabelle, doch diesmal konnte die Konstanz nicht gehalten werden, sodass er bis zur Winterpause auf den 6. Platz abrutschte. Die Winterpause wurde für ein Trainingslager auf Malta genutzt, aber es kam auch zu Umbrüchen in der Mannschaft. Auf Malta wurden die Grundsteine für die erfolgreiche Rückrunde gelegt. Eine Erfolgsserie von zwölf Spielen, von denen zehn gewonnen und zwei unentschieden gespielt wurden, führte dazu, dass der FC Wohlen die Spiele um den Aufstieg in die Nationalliga B erreichte. Die erste Hürde stellte dann das Team aus Colombier dar. In Neuenburg gelang dem FCW jedoch ein deutlicher 4:1-Auswärtssieg, sodass im Rückspiel ein 2:2 reichte. In der 2. Qualifikationsrunde (einer 3er-Gruppe) warteten der YF Juventus Zürich und der FC Schaffhausen als Gegner. Das erste Spiel wurde bei den Zürchern bestritten, welche die Partie zu Beginn auch dominierten und in Führung gingen. Praktisch aus dem Nichts erzielte Zoran Jovanović noch zur Pause den Ausgleich. 1200 Zuschauer erlebten dann eine ausgeglichene zweite Hälfte. In der 92. Minute brachte Vladimir Martinović den Ball in die Mitte, wo Francesco Nucera zum 2:1-Siegtreffer für Wohlen einschob. Drei Tage später stand das Spiel gegen den FC Schaffhausen an. Ein Unentschieden würde für den Aufstieg genügen. 2300 Personen besuchten dieses entscheidende Spiel auf dem Sportplatz Paul Walser. Der Match lebte mehr von der Spannung als von eigentlichen spielerischen Höhepunkten. So vergingen 90 Minuten, der Schiedsrichter beendete das Spiel beim Stand von 0:0, und in Wohlen brachen alle Dämme. Der Aufstieg in die Nationalliga B war perfekt. Vladimir Martinovic hielt es passend fest: «Es war kein schönes Spiel, aber es war trotzdem wunderschön.»

### 100-Jahr-Jubiläum und Derbysieg (2004–2017)
Noch vor dem Start in der Nationalliga B und dem anstehenden 100-Jahr-Jubiläum musste der FC Wohlen jedoch noch saniert werden. Über Jahre hinweg wurde beim FCW nicht gut gewirtschaftet, und gewissermassen war er auch Opfer des eigenen sportlichen Erfolges. Rund 420'000 Franken fehlten dem Verein zwischenzeitlich. Bis zur ersten Nationalliga-B-Saison wurde die finanzielle Lage aber wieder ins Lot gebracht.
Aufgrund der damaligen Ligareform war klar, dass es in der Saison 2002/03 keinen Absteiger aus der Nationalliga B geben würde. Dies gab dem FC Wohlen auch eine gewisse Sicherheit. Die Premiere im Profifussball fand dann am 6. Juli 2002 im Stadio Comunale von Bellinzona vor 1700 Zuschauerinnen und Zuschauern statt. Piu (Fabrício Nogueira Nascimento) schoss bereits in der 6. Minute das erste Nationalliga-B-Tor für den FC Wohlen. In der 90. Minute konnten die Tessiner noch zum 1:1 ausgleichen. Trotzdem war dies ein gelungener Start für die Freiämter. Das erste Heimspiel gewannen sie eine Woche später mit 2:1 gegen den FC Baden. Nach der Qualifikationsrunde stand der FC Wohlen auf dem vorletzten Platz. In der Klassierungsrunde (der letzten acht der Qualifikationsrunde) schaffte es der FCW aber noch auf den beachtlichen 5. Schlussrang.
Auch in den folgenden Jahren sollte sich der FC Wohlen in der neuen Challenge League etablieren können. Im Jahr 2004 standen dann zwei grosse Highlights an. Einerseits durfte der Verein sein hundertjähriges Bestehen feiern, und anderseits stand gleichzeitig die Eröffnung des neuen Stadions Niedermatten an. Durch diese neue Sportstätte sollte die Zukunft für den Profifussball im Freiamt gelegt werden.
Sportlich lief es gut für den Verein. Vor allem in den Jahren 2010 bis 2013 gab es einige Höhepunkte. So schaffte es der FCW in dieser Zeit dreimal in Serie in den Cup-Achtelfinal, wo er jeweils immer nur knapp mit 1:2 verlor (2011 gegen GC, 2012 gegen den FC Luzern und 2013 gegen den FC Thun). Beim Spiel gegen den FC Aarau am Montag, 16. Juli 2012, konnte zudem ein Zuschauerrekord in der Niedermatten mit 4450 Personen aufgestellt werden. Ebenfalls in diese Zeit fiel die Reduktion von 16 auf 10 Teams in der Challenge League. Auch diese Hürde wurde gemeistert, sodass der FCW auch weiterhin in der zweithöchsten Schweizer Liga spielen konnte.
2013 trug sich zu, was als «Fall Wellington» in die Clubgeschichte einging. Der Verein hatte dem brasilianischen Spieler Wellington Ferreira Gomes Sobrinho zwei Verträge zur Unterschrift vorgelegt, einen über 3800 und einen über 3000 Franken. Der Scheinvertrag über 3800 Franken wurde nur ausgestellt, um für Wellington eine Kurzaufenthaltsbewilligung zu erlangen, wobei mit dem Beraterteam Wellingtons vereinbart wurde, dass dieses Wellington die fehlenden 800 Franken des Mindestlohns für Ausländer in der Challenge League von 3800 Franken bezahlt. Nach seiner Freistellung im September 2013 deckte Wellington das Vorgehen auf. Der damalige Präsident (und heutige Ehrenpräsident) des Vereins Andreas Wyder und der damalige Geschäftsführer wurden 2014 in der Berufungsverhandlung wegen Widerhandlung gegen das Ausländergesetz durch Täuschung der Behörden zu je einer bedingten Geldstrafe und einer Busse verurteilt, der Spieler Wellington und der Vertreter einer Sportberatungsfirma wurden freigesprochen. Der Vereinspräsident und der Geschäftsführer wurden zudem von der Disziplinarkommission der Swiss Football League wegen Verletzung der Verhaltensgrundsätze des Verbandes gebüsst. Die aufgrund einer Verleumdungsklage von Wellington gegen den damaligen Präsidenten (und heutigen Ehrenpräsidenten) des FC Wohlen AG, René Meier, eingeleitete Untersuchung wurde dagegen wegen Fehlens von Anhaltspunkten für eine Verleumdung eingestellt.
Die beste Saison der Vereinsgeschichte spielte der FC Wohlen 2014/15. Nachdem er die Vorsaison auf dem vorletzten Rang abgeschlossen hatte, überraschte er mit Ciriaco Sforza als Trainer die ganze Liga. Im Cup kam der FCW erneut bis in den Achtelfinal, wo er sich mit 1:3 gegen den FC Basel geschlagen geben musste. Aber auch in der Liga lief es, wie man es sich nur erträumen konnte. An insgesamt 23 Spieltagen führte der FCW die Tabelle an. Zur Sensation reichte es nicht ganz, aber hinter dem FC Lugano und dem Servette FC erreichte der FCW den 3. Platz und somit das beste Ergebnis der Vereinsgeschichte.
Nachdem die Derbygegner für den FC Wohlen früher noch FC Villmergen, FC Muri oder zuletzt FC Baden hiessen, war das Derby seit dessen Abstieg 2010 neu gegen den FC Aarau. Die Hauptstädter dominierten diese Serie lange. Gut sieben Jahre musste der FC Wohlen auf seinen ersten Derbysieg warten. Dieser fand dann am 22. April 2017 im Brügglifeld in Aarau statt. Gleich mit einem 3:0-Auswärtssieg konnte man den ersten Derbysieg feiern. Dieser blieb der bisher Einzige.

### Rückzug aus dem Profifussball im Jahr 2018 und Absturz
Am 3. Januar 2018 informierte der FC Wohlen, dass kein Lizenzantrag für die Saison 2018/19 der Challenge League gestellt werde. Als Grund wurden die stetig steigenden Anforderungen und Auflagen der Swiss Football League genannt, die vom Verein nicht mehr erfüllt werden könnten. Konkret betraf dies die Finanzierung einer neuen Lichtanlage sowie neue Klappsitze auf der Tribüne. Schon die Jahre zuvor konnte der Verein nur mit Mühe und Not die notwendigen finanziellen Mittel bereitstellen. 2016 gab es durch den Einsatz des saudi-arabischen Unternehmers Monquez Kareem Al Yousef zwar kurzfristig Hilfe und Hoffnung. Al Yousef zog sich Ende Jahr aber bereits wieder zurück. Da bis am 2. März 2018 kein Lizenzgesuch beim Verband einging, war es danach definitiv, dass sich der FC Wohlen nach 16 Jahren freiwillig aus der Challenge League, der zweithöchsten Schweizer Spielklasse, verabschiedet. Die letzte Partie fand am Pfingstmontag 2018 beim FC Chiasso statt; der FCW verlor 0:3. In einer Medienmitteilung am 26. März 2018 kommunizierte der Verein, dass der FC Wohlen in der folgenden Saison freiwillig in die drittklassige Promotion League absteigen werde.
Die Saison 2018/19 begann der FC Wohlen in der Promotion League mit soliden Leistungen und bewegte sich im Herbst zumindest im Tabellenmittelfeld. Nach einer Niederlagenserie und dem Fall auf einen Abstiegsplatz musste der brasilianische Trainer Piu seinen Posten räumen. Unter dem neuen Trainer Thomas Jent wurde die Rettung als Zweitletzter wegen eines fehlenden Punktes verpasst, sodass die Aargauer direkt in die 1. Liga Gruppe 2 durchgereicht wurden. Dort belegte der FC Wohlen in der Saison 2019/20 den 2. Rang, als die Meisterschaft wegen der COVID-19-Pandemie abgebrochen wurde. Nachdem der FCW in der Saison 2020/21 in der Cup-Qualifikation gescheitert war und die Meisterschaft lediglich auf dem 6. Rang beendet hatte, trennte sich der Verein von Jent. Am 20. Juli 2021 gab der FC Wohlen die Verpflichtung von Ryszard Komornicki als neuer Cheftrainer bekannt.

## Stadion

### Paul Walser Stiftung
Der Strohindustrielle Paul Walser zog 1905 von Wohlen nach London. Doch über all die Jahre war er der grösste Gönner des FC Wohlen. 1923 fanden diese Schenkungen aus London den Höhepunkt, als Paul Walser den Bau einer gesamten Sportanlage ermöglichte. Es entstanden ein Fussballplatz mit Leichtathletikanlage, eine Tribüne mit Garderoben, Duschen sowie angegliederte vier Tennisplätze, die im Winter zu einem Eisfeld umfunktioniert werden konnten.
Neben Paul Walser sorgten Hans Beyeler als Architekt und José Sorg als Bauführer für die Realisierung des Projektes. Am 5. März 1924 war der Baubeginn, und am 10. Dezember 1924 konnten die Bauarbeiten abgeschlossen werden. Bereits am 1. Juni fand die Platzeinweihung der Paul Walser Stiftung mit einem Serie-A-Turnier statt. Neben dem FC Wohlen nahmen der FC St. Gallen, der FC Aarau und der FC Neumünster Zürich daran teil.
1979 wurde der Sportplatz mit der Paul-Walser-Stube ergänzt. In der Innerschweiz wurde ein ehemaliges Wärterhäuschen für 5000 Franken gekauft. In Fronarbeit wurde dieses Häuschen von FCW-Mitgliedern ab- und auf dem eigenen Sportplatz wieder aufgebaut.
Zwei Mal besuchten rund 2300 Personen den Sportplatz Paul Walser, was wohl die höchsten Besucherzahlen gewesen sein müssen. Das erste Mal war dies im Sechzehntelfinal des Schweizer Cups, als am 23. Dezember 1961 die Berner Young Boys empfangen wurden. Das Spiel gewannen die Berner knapp mit 1:0. Beim Spiel um den Aufstieg in die Nationalliga B am 8. Juni 2002 waren erneut so viele Besucher vor Ort. Damals trennte sich der FC Wohlen vom FC Schaffhausen mit 0:0.
Das letzte Meisterschaftsspiel auf der Paul Walser Stiftung fand am Samstag, 8. Mai 2004, statt. Rund 2100 Zuschauer sahen ein 2:2 gegen den FC Sion. Simone Gandolfo vom FC Wohlen schoss das allerletzte Tor auf dem Platz.

### Stadion Niedermatten

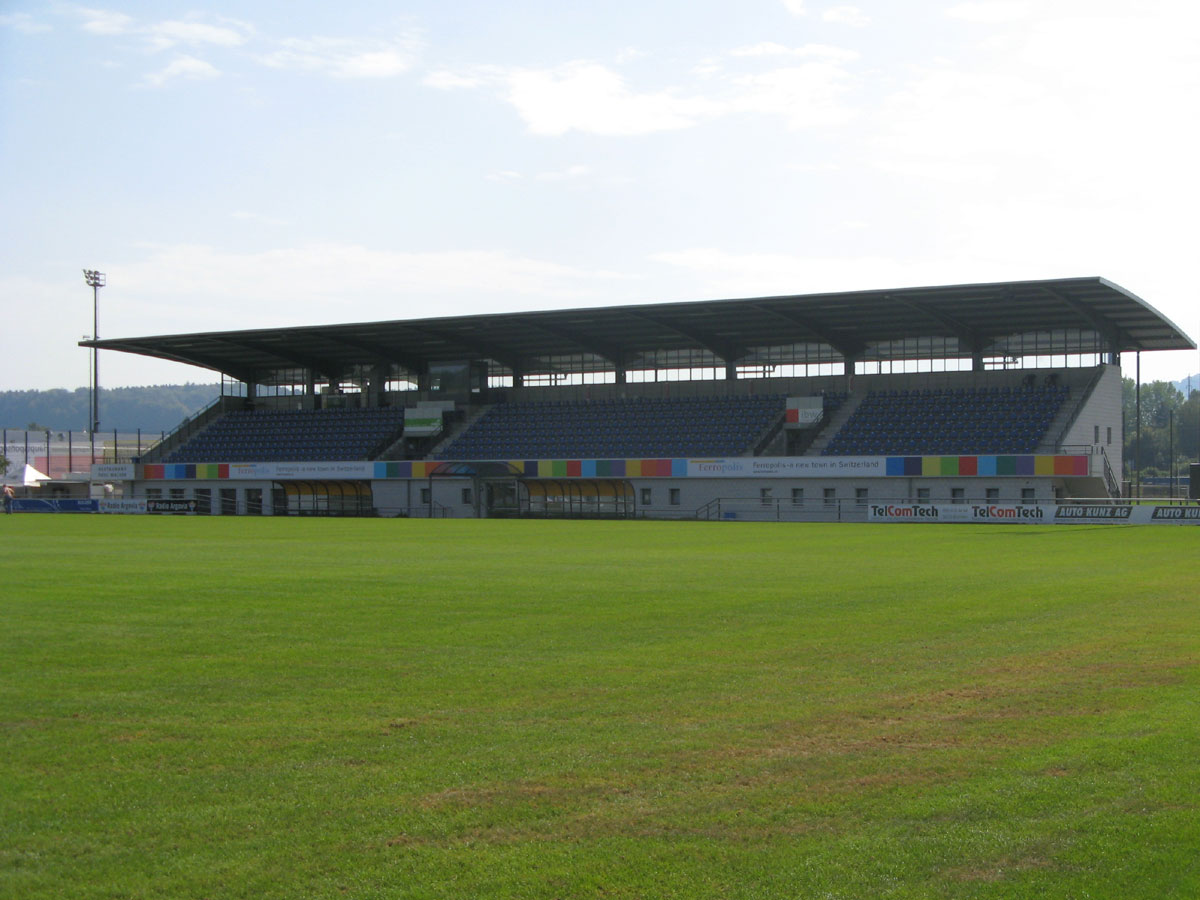
Das Stadion Niedermatten in Wohlen

Die Ursprungsidee war die Errichtung eines Aargauischen Kurszentrums für Sport (AKS). Dieses Grossprojekt wurde auf 38,5 Millionen Franken budgetiert. 1986 wurde das Ganze auf maximal 30 Millionen Franken revidiert. Das nützte jedoch nichts, und im Jahr 1990 kam das definitive politische Aus.
Im August 1992 erfolgte ein Antrag der Interessengemeinschaft «Regionale Sportanlage Wohlen» beim Regierungsrat, dass die Gemeinde Wohlen das Land zurückkaufen solle. Mit 70 % Ja-Stimmen entschied sich die Bevölkerung aus Wohlen 1996 für diesen Vorschlag. Danach dauerte es noch zwei Jahre, bis der Gemeinderat einen Grundsatzentscheid fällte, dass auf dem Land der Einwohnergemeinde eine Sportanlage realisiert werden solle.
Im Frühling 1999 nahm der Gemeinderat die Gesamtplanung an die Hand (unter anderem auf Initiative des FC Wohlen) und reichte acht Monate später ein Vorprojekt mitsamt Baugesuch beim Regierungsrat ein. Die Reaktion aus der Kantonshauptstadt war diesmal positiv, und so wurden die ersten Gelder aus dem Sport-Toto-Fonds genehmigt. An einer ausserordentlichen Generalversammlung des FC Wohlen am 23. März 2000 entschied man sich einstimmig, das Stadionneubauprojekt zu verfolgen und zu unterstützen.
Konkret wurde es im Mai 2001. Der Gemeinderat legte dann das genaue Projekt inklusive Kostenvoranschlag vor. Budgetiert wurden Ausgaben von 17,7 Millionen Franken, und geplant waren ein Hauptspielfeld mit einer Tribüne sowie zwei weiteren Spielfeldern, eine Tennisanlage und eine Leichtathletikanlage mit einem zusätzlichen Gebäude. Das Finanzierungsmodell sah folgendermassen aus: 4 Millionen Franken aus dem Sport-Toto-Fonds, 1,5 Millionen Franken von den drei beteiligten Sportorganisationen, 5 Millionen Franken wurde dem Paul-Walser-Areal angerechnet und die restlichen 7,2 Millionen Franken durch die Gemeinde Wohlen. Da der Kostenvoranschlag nicht eingehalten werden konnte, kamen für die Gemeinde schliesslich noch 2 Millionen Franken dazu.
Im September 2001 einigten sich die drei Sportclubs (FC Wohlen, Tennisclub Wohlen und Athleticum Niedermatten Wohlen) auf die Eigentumsverhältnisse, die Nutzung und den Unterhalt der künftigen Sportanlage. Im Dezember 2001 segnete der Einwohnerrat mit 37:1 Stimmen das Projekt ab. Der alles entscheidende Tag war dann der 3. März 2002. Die Wohler Bevölkerung gab bei der Volksabstimmung mit 64,2 % Ja-Stimmen grünes Licht für das neue Stadionprojekt.
Im September 2002 erfolgte die Baubewilligung, und am Montag, 28. Oktober 2002, fand der erste Spatenstich statt. Im Jahr 2003 verliefen die Bauarbeiten ohne Probleme, sodass 2004 nicht nur der FC Wohlen ein neues Fussballstadion bekam, sondern eine komplette Sportanlage realisiert wurde.
Zur ersten offiziellen Meisterschaftspartie im Stadion Niedermatten kam es am 6. August 2004. Der FC Wohlen trennte sich vor rund 1300 Zuschauern 2:2 gegen den FC Bulle. Beim Spiel gegen den FC Aarau am Montag, 16. Juli 2012, konnte dann der Zuschauerrekord im Stadion Niedermatten mit 4450 Personen aufgestellt werden.

## Fans
Beim FC Wohlen existieren zwei aktive Fangruppen, die «Teilzeitfans Wohlen» und die Gruppe «GS14».
Im Jahr 2014 gründete sich die Fangruppe «GS14». «GS» steht für «Gate Süd», also für die Südkurve, in der die Fans stehen, und «14» für das Gründungsjahr. Die Gruppe entstand aus den davor aktiven «Blue-White Tifosi», die sich aber auflösten. «GS14» ist seitdem aktiv bei den Heim- und Auswärtsspielen präsent und versucht, den FC Wohlen optisch und akustisch zu unterstützen.
In der Winterpause 2015/16 entstanden die «Teilzeitfans Wohlen». Neben dem Support an Spielen des FC Wohlen zeichnet sich diese Gruppe vor allem durch ihr Engagement gegen Diskriminierung aus. So wurden schon mehrfach Choreographien gegen Homophobie durchgeführt, oder auch Flugblätter zu Themen wie Sexismus im Fussball wurden schon im Stadion verteilt. Daneben schreiben sie immer wieder kleine Texte fürs Vereinsmagazin kick off, veröffentlichen aber auch halbjährlich ihr eigenes Magazin Teilzeitzine. Beide Fangruppen sind nun im Gate Süd auf einer kleinen selbstgebauten Holztribüne zu Hause. Regelmässig werden zudem auch die Spiele der FC Wohlen Frauen besucht und wird das Team unterstützt.
Ende der 2000er Jahre waren in Wohlen die «Kaff Boys» aktiv. Diese sind jedoch nicht mehr als Gruppe aktiv.

## Erfolge
- Aargauer Meister (6): 1986, 1987, 1988, 1995, 1997, 1999
- Aargauer Cupsieger (4): 1980, 1995, 1997, 1999
- Schweizer Amateurmeister: 2002

## Frauen
94 Jahre lang war der FC Wohlen, wie die meisten Fussballclubs damals, ein reiner Männerclub. 1998 bildete er eine Frauenabteilung, die eine 1. Mannschaft und bald auch ein Team Juniorinnen B umfasste (Trainer beider Teams damals und bis 2019 Miguel Ferrao). Ab Saison 2013/14 gab es zudem für einige Zeit ein Team D-Juniorinnen (Trainerinnen: Meret Stauber und Serena Forgione).
Zurzeit (Anfang 2022) gibt es in der Frauenabteilung des FC Wohlen eine 1. Mannschaft, die seit 2019 von Nico Ünal und Kevin Strebel trainiert wird, und ein Team Juniorinnen FF-19, trainiert von Melissa Pisano und Celine Grüter.
Die Juniorinnen FF-19 beendeten die Meisterschaft der Saison 2020/21 auf dem 5. Platz (von 10 Mannschaften).
Die 1. Mannschaft stieg in der Saison 2016/17 von der 4. in die 3. Liga des Aargauer Fussballverbandes auf und konnte sich seither dort behaupten. Sie beendete 2017 die Meisterschaft auf dem 5. Platz (von 12 Mannschaften) und stiess im Aargauer Cup (wie schon 2014/15) als eine der drei letzten Drittligamannschaften (und einer Viertligamannschaft) bis in den Viertelfinal vor (0:4-Niederlage gegen den FC Muri). Die Saison 2017/18 beendete sie auf dem 4., 2018/19 auf dem 5., die wegen der COVID-19-Pandemie vorzeitig abgebrochene Saison 2019/20 auf dem 4. Platz (von nunmehr 10 Mannschaften) und die Saison 2020/21 auf dem 3. Platz.
Im Aargauer Cup stiess das Team in der Saison 2018/19 nach Siegen über Döttingen-Brugg (6:1) und Niederamt Selection (1:0) sogar bis in den Halbfinal vor (0:2-Niederlage gegen den FC Muri). Nach den Viertelfinals in der vorzeitig abgebrochenen Saison 2019/20 (0:2-Niederlage gegen den FC Fislisbach) und in der Saison 2020/21 (3:4-Niederlage gegen den FC Beinwil am See) gelang der 1. Mannschaft der Frauen in der Saison 2021/22 wieder ein Vorstoss in den Halbfinal, als sie im September 2021 im Achtelfinal den FC Fislisbach mit 3:2 und im Oktober 2021 im Viertelfinal überraschend den 3.-Liga-Leader FC Mutschellen mit 5:1 bezwang.

## Weitere Mannschaften

### 2. Mannschaft
Die 2. Mannschaft ist die Nachwuchsmannschaft (U23) des FC Wohlen. Sie wird von Goran Kirov trainiert und spielt in der (regionalen) 2. Liga, der sechsthöchsten Spielklasse im Schweizer Fussball.

### 3. Mannschaft
Die 3. Mannschaft spielt in der 5. Liga des Aargauer Fussballverbandes.

### Junioren
Der FCW führt ein Team U19 (Youth League A, Trainer: Ramon Nafzger), ein Team U17 (Youth League B, Trainer: Alain Schultz), ein Team U15 (Junioren C1, Trainer: Ivano Rizzo) und ein Team U13 (Junioren D Talent, Trainer: Adrian Leu).
Dazu gibt es weitere Juniorenmannschaften von A- bis E-Junioren und Kinderfussball. Der FC Wohlen versteht sich als Ausbildungsverein für talentierte junge Spieler. Er führt zu diesem Zweck auch eine Fussballschule in Waltenschwil und organisiert jeden Sommer ein Schülerturnier mit rund 500 Spielern.

## Personen

### Bekannte Spieler/Trainer
| - Martin Rueda - Ciriaco Sforza - Raimondo Ponte - Alain Schultz - Piu - Jean-Pierre «Schibi» Roth - Pietro Vedovato - Paul Fischer | - Pius Fischbach - Ivan Dal Santo - Sergio Colacino - Markus Brunner - Marc Hodel - Florian Stahel - Kevin Pezzoni - Daniel Tarone - Goran Karanović - Ryszard Komornicki |  |

### Präsidenten FC Wohlen AG
- 2008–2014 René Meier[41] (danach Ehrenpräsident)
- 2014–2018 Lucien Tschachtli (bis 2016 einziger Verwaltungsrat)[42]
- seit 2018: André Richner[1]

### Präsidenten Verein FC Wohlen 1904
| - 1904–1905 Richard Wohler / Fritz Muntwyler - 1905–1906 Otto Furter - 1906–1907 Fritz Muntwyler - 1907–1908 Richard Wohler / Emil Dubler - 1908–1909 Fritz Muntwyler - 1909–1910 Franz Zimmermann - 1910–1919 Richard Wohler - 1919–1922 Otto Furter - 1922–1924 Anton Konrad - 1924–1927 Otto Furter - 1927–1929 Max Wohler - 1929–1941 Hans Roth - 1941–1949 Josef Meier - 1949–1952 Ernst Rüschlin - 1952–1956 Josef Meyer - 1956–1958 Alois Widmer | - 1959–1962 H. J. Johnson - 1963–1965 Hans Bernet - 1966–1968 Rolf Guntern - 1968–1969 Edy Krähenbühl - 1969–1971 Bruno Eichenberger - 1971–1972 Hugo Bächler - 1972–1975 Erich Brunner - 1975–1979 Alfred Fischer - 1979–1987 Adolf Rüssli - 1984–1992 René Meier - 1992–1995 Ruedi Kuhn - 1996–2014 Andreas «Andy» Wyder (danach Ehrenpräsident) - 2014–2016 Lucien Tschachtli (a. i.) - 2017–2019 Alp Gürsu - 2019–2021 Jürgen Frömberg (a. i.) - seit 2021: Michael «Mike» von Wyl |

### Trainer
| - 1922–1924 Paul Sturzenegger - 1931–1933 Fischer - 1933–1934 Frankenfeldt - 1934–1936 Josef Friedrich - 1936–1937 Severino Minelli - 1937–1938 Leo Muntwyler - 1938–1939 Leo Muntwyler / Guido Strebel - 1939–1940 Fritz Kerr - 1940–1941 Hanz Bizai - 1941–1942 Josef Friedrich / Fritz Isler - 1942–1946 Robert Kaess - 1946–1947 Robert Kaess / Fritz Isler - 1947–1951 Fritz Isler - 1953–1954 Schneeberger - 1954–1955 Schneeberger / Vikto Isler - 1955–1956 Viktor Isler / Robert Kaess - 1956–1957 Robert Kaess / Franz Meyer - 1957–1958 Franz Meyer - 1958–1960 Viktor Isler / René Hänggi - 1960–1961 Alex Benko - 1961–1962 Alex Benko / René Hänggi - 1962–1963 Alex Benko - 1963–1964 Giuseppe Piazza - 1964–1966 Seppi Brun - 1966–1967 Paul Fischer / Harry Koch / Viktor Isler - 1967–1969 Ernst Bürgler - 1969–1970 Ernst Bürgler / Franz Meyer - 1970–1973 Pit Stiel - 1973–1974 Henry Kessler - 1974–1975 Winfried Wottka - 1975–1976 Bruno Dittadi / Ruedi König - 1976–1978 Marcel Albrecht - 1978–1980 Hanspeter «Haki» Schmid - 1980–1983 Paul Blum | - 1983–1984 Beat Burki - 1984–1984 Walter Lustenberger - 1985–1986 Zveczdan Cebinac - 1986–1987 Pit Stiel - 1987–1988 Pit Stiel / Martin Mullis - 1988–1989 Zveczdan Cebinac / René Meier / Tomi Schmid / Gerry Schmid - 1989–1990 Gerry Schmid - 1990–1992 Norbert Schneider - 1992–1995 Hans-Joachim Weller - 1995–1995 Giusi Aurilio - 1995–1996 Jean-Pierre «Schibi» Roth - 1996–1997 Arne Stiel - 1998–1999 Ryszard Komornicki - 1999–2000 Martin Rueda - 2000–2000 Salvatore Romano - 2001–2001 Beat Hubeli - 2001–2003 Martin Rueda - 2003–2004 Raimondo Ponte - 2004–2004 Emilio Munera - 2005–2006 René Erlachner - 2006–2007 René van Eck - 2007–2010 Martin Rueda - 2010–2011 Livio Bordoli - 2011–2011 Urs Schönenberger - 2011–2012 Adrian Kunz - 2012–2012 Ryszard Komornicki - 2012–2014 David Sesa - 2014–2015 Ciriaco Sforza - 2015–2016 Martin Rueda - 2016–2017 Francesco Gabrielle - 2017–2018 Ranko Jakovljevic - 2018–2019 Piu - 2019–2021 Thomas Jent - 2021–2023: Ryszard Komornicki - seit 2023: Piu |

Weitere ehemalige Trainer/Spieler sind in der Kategorie Person (FC Wohlen) zu finden.